# Daria Gavrilova (periodista)
Daria Gavrilova (en ruso: Дарья Гаврилова, Moscú, Unión Soviética; 26 de agosto de 1989) es una periodista, feminista, y escritora rusa, quien desde 2012, ocupa el cargo de corresponsal permanente en España para la estación de radio Kommersant FM de diario Kommersant.

## Biografía
Nació el 26 de agosto de 1989 en Moscú. Se graduó en la Facultad de Periodismo de la Universidad Estatal de Moscú (MGU). Desde 2009, trabaja en la casa editorial Kommersant, en la estación de radio Kommersant-FM.  
En 2011, se publicó el libro «Historia de los medios rusos 1989-2011: versión de Afisha», donde Gavrilova fue una de las autoras junto a otras figuras destacadas. Como parte de la preparación de su libro, entrevistó a Borís Berezovski sobre el desarrollo del mercado de medios en Rusia durante la década de 2000.  
En 2012, se trasladó a España, donde desde entonces se desempeña como corresponsal en España para la estación de radio Kommersant-FM de diario Kommersant. Desde 2016, mantiene el blog «Patriakhat, gori!» («¡Patriarcado, arde!») sobre feminismo. En 2019, el Servicio Ruso de la BBC citó a Gavrilova como feminista en el contexto de la discusión sobre la ley de violencia doméstica. En 2020, lanzó el pódcast «¡Patriarcado, arde!» sobre feminismo, dedicado al feminismo y a diversos aspectos del movimiento por la igualdad de derechos.

## Carrera en España
En 2014, obtuvo el título de máster en Periodismo Multimedial por la Universidad Complutense de Madrid. Su trabajo de tesis se centró en los medios de comunicación en línea en Rusia y a partir de su tesis, publicó un artículo en Cuadernos de periodistas.
Desde 2019, enseña en el campus de Barcelona de la Geneva Business School. Ha impartido conferencias en cursos como «Fundamentos de la investigación», «Medios y globalización», y «Comunicación estratégica». En diciembre de 2019, la editorial Ripol Klassik publicó el libro de Daria Gavrilova titulado «¿Qué es Barcelona? Playas, independencia, jamón». En 2022, fue ponente en el Congreso Internacional de Periodismo de Migraciones en Mérida con una presentación sobre la emigración rusa.
Desde 2022, colabora con la televisión pública catalana TV3. En el aire de TV3, comenta y participa como experta en eventos y fenómenos actuales de Rusia, incluyendo las elecciones presidenciales de Rusia de 2024, la muerte de Alexéi Navalni, y el levantamiento del grupo Wagner. Ha publicado artículos en medios como Ara, La Maleta de Portbou y otros. Actualmente, trabajo investigando sobre las relaciones de poder y los medios digitales en la Rusia de Putin: cómo la oposición, el control del gobierno y la dictadura intervienen en el ámbito digital. Colabora con la Radio Nacional de España en relación con el conflicto entre Rusia y Ucrania.
Condenó la invasión de Rusia a Ucrania. Apoya el feminismo interseccional.